# Neurophyseta fulvalis
Neurophyseta fulvalis là một loài bướm đêm trong họ Crambidae.